# Жиденко Ігор Григорович
Іго́р Григо́рович Жиде́нко (нар. 19 січня 1966, м. Дніпропетровськ) — український політик та юрист. Колишній народний депутат України 5-го скликання. Член ВО «Батьківщина». Член Центральної виборчої комісії (з 1 червня 2007).

## Біографія
Народився в робітничій родині Григорія Яковича та Ганни Петрівни. Середню освіту здобув у ЗОШ № 28 у рідному місті. Після закінчення Дніпропетровського радіоприладо-будівного технікуму упродовж 1985–1987 років проходив строкову військову службу в лавах Радянської армії.
Демобілізувавшись, вступив на слідчо-криміналістичний факультет Харківського юридичного інституту, спеціальність «Правознавство». Закінчив навчання в академії у 1991 році, отримавши кваліфікацію юриста.
Свою трудову діяльність розпочав на посаді слідчого управління внутрішніх справ Соборного району (тоді — Жовтневого) м. Дніпропетровська.
У 1994–1995 роках працював юрисконсультом АКБ «Новий» в м. Дніпропетровську, упродовж 1995–1996 років — на цій же посаді в ТОВ "Консалтингова фірма «Тригон». З травня 1996 до вересня 1998 року був співробітником юридичного департаменту ЗАТ ПФК «Єдині енергетичні системи України». У 1998 році почав займатися юридичною практикою в адвокатській конторі «Федоровський і партнери». З січня 2001 до березня 2006 року працював старшим юрисконсультом у ТОВ "Фірма «Беютага».
1 червня 2007 року Верховна Рада України 5-го скликання призначила І. Жиденка на посаду члена Центральної виборчої комісії.
Державний службовець 3-го рангу (серпень 2007), 2-го рангу (серпень 2009).

## Парламентська діяльність
Народний депутат України 5-го скликання з 25 травня 2006 до 15 червня 2007 від «Блоку Юлії Тимошенко», № 130 в списку. На час виборів: старший юрисконсульт ТОВ «Беютага» (м. Дніпропетровськ), член ВО «Батьківщина». Член фракції «Блок Юлії Тимошенко» (з травня 2006). Член Комітету з питань правової політики (з липня 2006). 15 червня 2007 достроково припинив свої повноваження під час масового складення мандатів депутатами-опозиціонерами з метою проведення позачергових виборів до Верховної Ради України.

## Особисте життя
Дружина Вікторія Вікторівна. Виховують двох доньок — Анастасію та Діану.
Захоплюється художньою літературою, фото-відеозйомкою та автотуризмом.